# Tadhg Beirne
Tadhg Gerard Beirne (IPA: /ˈtaɪɡ ˈbɜːrn/; Eadestown, 8 gennaio 1992) è un rugbista a 15 irlandese, che gioca nel ruolo di seconda o terza linea con Munster.

## Biografia
Cresciuto nel Leinster, esordì in prima squadra contro Cardiff Rugby nel 2015.
Trasferitosi in Galles allo Scarlets, vinse con tale squadra il Pro14 alla sua prima stagione, contribuendo alla prima vittoria del club nella competizione dopo 13 anni e, l'anno successivo, fu premiato come miglior giocatore del Pro14 2017-18 
Al termine di tale stagione passò a Munster e fu convocato per l'Irlanda in occasione del tour in Australia.
Divenuto titolare fisso, fu tra i convocati alla Coppa del Mondo 2019 in Giappone.

## Palmarès
- Pro12: 1
Scarlets: 2016-17
- United Rugby Championship: 1
Munster: 2022-23